# Zdeněk Grygera
Zdeněk Grygera (Přílepy, 14 maggio 1980) è un dirigente sportivo ed ex calciatore ceco, di ruolo difensore, membro del consiglio d'amministrazione del Trinity Zlín.

## Biografia
Zdeněk è un grande appassionato di fumetti e graphic novel: la sua collezione comprende numerose opere di artisti come Alex Ross, Kurt Busiek, Grant Morrison e Mark Millar; il suo supereroe preferito è Lanterna Verde Hal Jordan. È oltretutto un grande appassionato di cinema, e adora in particolar modo Kurt Russell.

## Caratteristiche tecniche
Abituato a essere impiegato per lo più come terzino destro, poteva essere schierato come difensore centrale o, all'occorrenza, anche terzino sinistro.

## Carriera

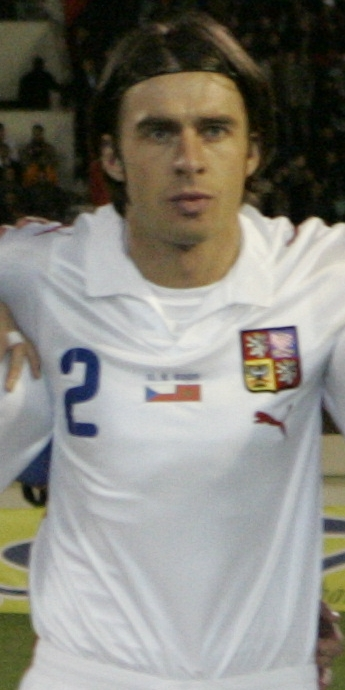
Zdeněk Grygera con la maglia della Repubblica Ceca

### Club
Dopo aver passato 8 anni al Svit Zlín, passa al Petra Drnovice nel 1998, a 18 anni, e velocemente emerge come uno dei calciatori cechi più promettenti della sua generazione. Durante il Campionato europeo di calcio Under-21 2000 viene notato dalle due società della capitale Slavia Praga e Sparta Praga, che lo acquista. Nella stagione di debutto nello Sparta gioca 15 gare, contribuendo alla difesa del titolo ceco, e figura molto bene anche nella UEFA Champions League 2000-2001, giocando 5 partite. Nel 2002-03 contribuisce alla riconquista del titolo, ai danni dello Slovan Liberec
Nel luglio 2003 viene acquistato dall'Ajax, per rimpiazzare Cristian Chivu. La sua prima stagione olandese viene condizionata da una ferita al tendine del ginocchio e disputa solo 20 gare nella Eredivisie vincendo il suo primo campionato. Nei Paesi Bassi vince un campionato, due Coppe e due Supercoppe.
Dalla stagione 2007-2008 gioca nelle file della Juventus, che lo ha ingaggiato dall'Ajax nel gennaio 2007 a parametro zero. Esordisce in Serie A il 23 settembre nella gara contro la Roma, ma nella prima fase della stagione mostra qualche difficoltà di integrazione con il gioco della Juventus, che prevede una grande spinta da parte dei terzini. Con il tempo però il suo rendimento cresce e arriva anche il suo primo gol in bianconero il 9 marzo 2008 in occasione della partita contro il Genoa terminata 0-2 in favore della Juventus. Termina la prima stagione in bianconero con 24 presenze e 1 rete, e con il posto da titolare ormai non più in discussione.
Nella seconda stagione in bianconero esordisce il 13 agosto nella gara di andata del Terzo turno preliminare di Champions League, vinta 4-0 contro l'Artmedia Bratislava.
Sempre contro il Genoa, nella partita valida per la 12ª giornata di Serie A, mette a segno il gol del momentaneo 1-0 e mette un ottimo assist per Amauri, lanciando la squadra verso la vittoria finale per 4-1 sulla squadra ligure. La seconda rete stagionale è datata 18 aprile 2009, nel match interno contro l'Inter, quando al 91' stacca su un calcio d'angolo battuto da Giovinco e di testa mette la palla alle spalle di Júlio César.
Chiude il rapporto con la Juventus il 30 agosto 2011, dopo quattro stagioni, con la rescissione consensuale del contratto.
Il 31 agosto 2011 si accorda con il Fulham. Il 6 novembre seguente, durante la partita disputata contro il Tottenham, in cui il Fulham è stato sconfitto per 1-3, il giocatore è rimasto vittima (praticamente da solo) di un grave infortunio al ginocchio destro. Accasciatosi a terra per il gran dolore, è stato poi soccorso dallo staff medico con l'ausilio di un respiratore. Gli esami effettuati hanno riscontrato la rottura del legamento crociato anteriore con un periodo di recupero di sei mesi circa.
Il 6 dicembre 2012 annuncia il ritiro dal calcio giocato per i troppi infortuni subiti durante la carriera.

### Nazionale
Ha debuttato in nazionale il 15 agosto 2001 contro la Corea del Sud, e ha partecipato agli Europei di Portogallo 2004 e Austria-Svizzera 2008, e ai Mondiali di Germania 2006.

## Statistiche

### Presenze e reti nei club
Statistiche aggiornate al 6 novembre 2011.
| Stagione              | Squadra               | Campionato            | Campionato | Campionato | Coppe nazionali | Coppe nazionali | Coppe nazionali | Coppe continentali | Coppe continentali | Coppe continentali | Altre coppe | Altre coppe | Altre coppe | Totale | Totale |
| Stagione              | Squadra               | Comp                  | Pres       | Reti       | Comp            | Pres            | Reti            | Comp               | Pres               | Reti               | Comp        | Pres        | Reti        | Pres   | Reti   |
| --------------------- | --------------------- | --------------------- | ---------- | ---------- | --------------- | --------------- | --------------- | ------------------ | ------------------ | ------------------ | ----------- | ----------- | ----------- | ------ | ------ |
| 1997-1998             | Svit Zlín             | A                     | 20         | 1          | CC              | ?               | ?               | -                  | -                  | -                  | -           | -           | -           | 20+    | 1+     |
| 1998-1999             | Drnovice              | A                     | 25         | 0          | CC              | ?               | ?               | -                  | -                  | -                  | -           | -           | -           | 25+    | 0+     |
| 1999-2000             | Drnovice              | A                     | 29         | 3          | CC              | ?               | ?               | -                  | -                  | -                  | -           | -           | -           | 29+    | 3+     |
| Totale Petra Drnovice | Totale Petra Drnovice | Totale Petra Drnovice | 54         | 3          |                 | ?               | ?               |                    |                    |                    |             |             |             | 54+    | 3+     |
| 2000-2001             | Sparta Praga          | A                     | 15         | 0          | CC              | ?               | ?               | UCL                | 6                  | 0                  | -           | -           | -           | 21+    | 0+     |
| 2001-2002             | Sparta Praga          | A                     | 21         | 1          | CC              | ?               | ?               | UCL                | 7                  | 0                  | -           | -           | -           | 28+    | 1+     |
| 2002-2003             | Sparta Praga          | A                     | 29         | 1          | CC              | ?               | ?               | UCL+CU             | 4+4                | 0                  | -           | -           | -           | 37+    | 1+     |
| Totale Sparta Praga   | Totale Sparta Praga   | Totale Sparta Praga   | 65         | 2          |                 | ?               | ?               |                    | 21                 | 0                  |             |             |             | 86+    | 2+     |
| 2003-2004             | Ajax                  | A                     | 20         | 0          | CO              | 1               | 0               | UCL                | 4                  | 0                  | SO          | 0           | 0           | 25     | 0      |
| 2004-2005             | Ajax                  | A                     | 18         | 4          | CO              | 2               | 0               | UCL+CU             | 5+0                | 0                  | SO          | 1           | 0           | 26     | 4      |
| 2005-2006             | Ajax                  | A                     | 18         | 1          | CO              | 1               | 0               | UCL                | 8                  | 0                  | SO          | 1           | 0           | 28     | 1      |
| 2006-2007             | Ajax                  | A                     | 22         | 3          | CO              | 4               | 0               | UCL+CU             | 0+5                | 0+1                | SO          | 0           | 0           | 31     | 4      |
| Totale Ajax           | Totale Ajax           | Totale Ajax           | 78         | 8          |                 | 8               | 0               |                    | 22                 | 1                  |             | 2           | 0           | 110    | 9      |
| 2007-2008             | Juventus              | A                     | 24         | 1          | CI              | 3               | 0               | -                  | -                  | -                  | -           | -           | -           | 27     | 1      |
| 2008-2009             | Juventus              | A                     | 31         | 2          | CI              | 4               | 0               | UCL                | 8                  | 0                  | -           | -           | -           | 43     | 2      |
| 2009-2010             | Juventus              | A                     | 19         | 0          | CI              | 2               | 0               | UCL+UEL            | 1+3                | 0+0                | -           | -           | -           | 25     | 0      |
| 2010-2011             | Juventus              | A                     | 13         | 0          | CI              | 2               | 0               | UEL                | 4                  | 0                  | -           | -           | -           | 19     | 0      |
| Totale Juventus       | Totale Juventus       | Totale Juventus       | 87         | 3          |                 | 11              | 0               |                    | 16                 | 0                  |             |             |             | 114    | 3      |
| 2011-2012             | Fulham                | PL                    | 5          | 0          | FACup+CdL       | 0+1             | 0+0             | EL                 | 1                  | 0                  | -           | -           | -           | 7      | 0      |
| Totale carriera       | Totale carriera       | Totale carriera       | 309        | 17         |                 | 20+             | 0+              |                    | 61                 | 1                  |             | 2           | 0           | 392+   | 18+    |

### Cronologia presenze e reti in Nazionale
| Cronologia completa delle presenze e delle reti in nazionale ― Rep. Ceca | Cronologia completa delle presenze e delle reti in nazionale ― Rep. Ceca | Cronologia completa delle presenze e delle reti in nazionale ― Rep. Ceca | Cronologia completa delle presenze e delle reti in nazionale ― Rep. Ceca | Cronologia completa delle presenze e delle reti in nazionale ― Rep. Ceca | Cronologia completa delle presenze e delle reti in nazionale ― Rep. Ceca | Cronologia completa delle presenze e delle reti in nazionale ― Rep. Ceca | Cronologia completa delle presenze e delle reti in nazionale ― Rep. Ceca |
| Data                                                                     | Città                                                                    | In casa                                                                  | Risultato                                                                | Ospiti                                                                   | Competizione                                                             | Reti                                                                     | Note                                                                     |
| ------------------------------------------------------------------------ | ------------------------------------------------------------------------ | ------------------------------------------------------------------------ | ------------------------------------------------------------------------ | ------------------------------------------------------------------------ | ------------------------------------------------------------------------ | ------------------------------------------------------------------------ | ------------------------------------------------------------------------ |
| 15-8-2001                                                                | Drnovice                                                                 | Rep. Ceca                                                                | 5 – 0                                                                    | Corea del Sud                                                            | Amichevole                                                               | -                                                                        |                                                                          |
| 1-9-2001                                                                 | Reykjavík                                                                | Islanda                                                                  | 3 – 1                                                                    | Rep. Ceca                                                                | Qual. Mondiali 2002                                                      | -                                                                        | 67’                                                                      |
| 5-9-2001                                                                 | Teplice                                                                  | Rep. Ceca                                                                | 3 – 2                                                                    | Malta                                                                    | Qual. Mondiali 2002                                                      | -                                                                        |                                                                          |
| 6-10-2001                                                                | Praga                                                                    | Rep. Ceca                                                                | 6 – 0                                                                    | Bulgaria                                                                 | Qual. Mondiali 2002                                                      | -                                                                        |                                                                          |
| 10-11-2001                                                               | Bruxelles                                                                | Belgio                                                                   | 1 – 0                                                                    | Rep. Ceca                                                                | Qual. Mondiali 2002                                                      | -                                                                        | 30’                                                                      |
| 12-2-2002                                                                | Nicosia                                                                  | Rep. Ceca                                                                | 2 – 0                                                                    | Ungheria                                                                 | Torneo di Cipro 2002 - Semifinale                                        | -                                                                        | 39’                                                                      |
| 21-8-2002                                                                | Olomouc                                                                  | Rep. Ceca                                                                | 4 – 1                                                                    | Slovacchia                                                               | Amichevole                                                               | -                                                                        | 46’                                                                      |
| 6-9-2002                                                                 | Praga                                                                    | Rep. Ceca                                                                | 5 – 0                                                                    | Jugoslavia                                                               | Amichevole                                                               | -                                                                        |                                                                          |
| 12-10-2002                                                               | Chișinău                                                                 | Moldavia                                                                 | 0 – 2                                                                    | Rep. Ceca                                                                | Qual. Euro 2004                                                          | -                                                                        | 36’                                                                      |
| 16-10-2002                                                               | Teplice                                                                  | Rep. Ceca                                                                | 2 – 0                                                                    | Bielorussia                                                              | Qual. Euro 2004                                                          | -                                                                        | 85’                                                                      |
| 20-11-2002                                                               | Teplice                                                                  | Rep. Ceca                                                                | 3 – 3                                                                    | Svezia                                                                   | Amichevole                                                               | -                                                                        | 73’                                                                      |
| 12-2-2003                                                                | Parigi                                                                   | Francia                                                                  | 0 – 2                                                                    | Rep. Ceca                                                                | Amichevole                                                               | -                                                                        |                                                                          |
| 29-3-2003                                                                | Rotterdam                                                                | Paesi Bassi                                                              | 1 – 1                                                                    | Rep. Ceca                                                                | Qual. Euro 2004                                                          | -                                                                        |                                                                          |
| 2-4-2003                                                                 | Praga                                                                    | Rep. Ceca                                                                | 4 – 0                                                                    | Austria                                                                  | Qual. Euro 2004                                                          | -                                                                        |                                                                          |
| 30-4-2003                                                                | Teplice                                                                  | Rep. Ceca                                                                | 4 – 0                                                                    | Turchia                                                                  | Qual. Euro 2004                                                          | -                                                                        |                                                                          |
| 11-6-2003                                                                | Olomouc                                                                  | Rep. Ceca                                                                | 5 – 0                                                                    | Moldavia                                                                 | Qual. Euro 2004                                                          | -                                                                        |                                                                          |
| 6-9-2003                                                                 | Minsk                                                                    | Bielorussia                                                              | 1 – 3                                                                    | Rep. Ceca                                                                | Qual. Euro 2004                                                          | 1                                                                        |                                                                          |
| 10-9-2003                                                                | Praga                                                                    | Rep. Ceca                                                                | 3 – 1                                                                    | Paesi Bassi                                                              | Qual. Euro 2004                                                          | -                                                                        | 25’                                                                      |
| 18-2-2004                                                                | Palermo                                                                  | Italia                                                                   | 2 – 2                                                                    | Rep. Ceca                                                                | Amichevole                                                               | -                                                                        | 46’                                                                      |
| 2-6-2004                                                                 | Praga                                                                    | Rep. Ceca                                                                | 3 – 1                                                                    | Bulgaria                                                                 | Amichevole                                                               | -                                                                        |                                                                          |
| 6-6-2004                                                                 | Teplice                                                                  | Rep. Ceca                                                                | 2 – 0                                                                    | Estonia                                                                  | Amichevole                                                               | -                                                                        | 46’                                                                      |
| 15-6-2004                                                                | Aveiro                                                                   | Rep. Ceca                                                                | 2 – 1                                                                    | Lettonia                                                                 | Euro 2004 - 1º turno                                                     | -                                                                        | 56’                                                                      |
| 19-6-2004                                                                | Aveiro                                                                   | Rep. Ceca                                                                | 3 – 2                                                                    | Paesi Bassi                                                              | Euro 2004 - 1º turno                                                     | -                                                                        | 24’                                                                      |
| 27-6-2004                                                                | Porto                                                                    | Rep. Ceca                                                                | 3 – 0                                                                    | Danimarca                                                                | Euro 2004 - Quarti di finale                                             | -                                                                        | 39’                                                                      |
| 1-7-2004                                                                 | Porto                                                                    | Rep. Ceca                                                                | 0 – 1 sg                                                                 | Grecia                                                                   | Euro 2004 - Semifinale                                                   | -                                                                        |                                                                          |
| 18-8-2004                                                                | Praga                                                                    | Rep. Ceca                                                                | 0 – 0                                                                    | Grecia                                                                   | Amichevole                                                               | -                                                                        |                                                                          |
| 8-9-2004                                                                 | Amsterdam                                                                | Paesi Bassi                                                              | 2 – 0                                                                    | Rep. Ceca                                                                | Qual. Mondiali 2006                                                      | -                                                                        | 58’                                                                      |
| 13-10-2004                                                               | Erevan                                                                   | Armenia                                                                  | 0 – 3                                                                    | Rep. Ceca                                                                | Qual. Mondiali 2006                                                      | -                                                                        |                                                                          |
| 17-11-2004                                                               | Skopje                                                                   | Macedonia                                                                | 0 – 2                                                                    | Rep. Ceca                                                                | Qual. Mondiali 2006                                                      | -                                                                        | 77’                                                                      |
| 4-6-2005                                                                 | Liberec                                                                  | Rep. Ceca                                                                | 8 – 1                                                                    | Andorra                                                                  | Qual. Mondiali 2006                                                      | -                                                                        |                                                                          |
| 8-6-2005                                                                 | Teplice                                                                  | Rep. Ceca                                                                | 6 – 1                                                                    | Macedonia                                                                | Qual. Mondiali 2006                                                      | -                                                                        |                                                                          |
| 17-8-2005                                                                | Göteborg                                                                 | Svezia                                                                   | 2 – 1                                                                    | Rep. Ceca                                                                | Amichevole                                                               | -                                                                        |                                                                          |
| 3-9-2005                                                                 | Costanza                                                                 | Romania                                                                  | 2 – 0                                                                    | Rep. Ceca                                                                | Qual. Mondiali 2006                                                      | -                                                                        |                                                                          |
| 7-9-2005                                                                 | Olomouc                                                                  | Rep. Ceca                                                                | 4 – 1                                                                    | Armenia                                                                  | Qual. Mondiali 2006                                                      | -                                                                        |                                                                          |
| 8-10-2005                                                                | Praga                                                                    | Rep. Ceca                                                                | 0 – 2                                                                    | Paesi Bassi                                                              | Qual. Mondiali 2006                                                      | -                                                                        |                                                                          |
| 12-10-2005                                                               | Helsinki                                                                 | Finlandia                                                                | 0 – 3                                                                    | Rep. Ceca                                                                | Qual. Mondiali 2006                                                      | -                                                                        |                                                                          |
| 12-11-2005                                                               | Oslo                                                                     | Norvegia                                                                 | 0 – 1                                                                    | Rep. Ceca                                                                | Qual. Mondiali 2006                                                      | -                                                                        |                                                                          |
| 16-11-2005                                                               | Praga                                                                    | Rep. Ceca                                                                | 1 – 0                                                                    | Norvegia                                                                 | Qual. Mondiali 2006                                                      | -                                                                        |                                                                          |
| 26-5-2006                                                                | Innsbruck                                                                | Arabia Saudita                                                           | 0 – 2                                                                    | Rep. Ceca                                                                | Amichevole                                                               | -                                                                        |                                                                          |
| 30-5-2006                                                                | Jablonec nad Nisou                                                       | Rep. Ceca                                                                | 1 – 0                                                                    | Costa Rica                                                               | Amichevole                                                               | -                                                                        | 46’                                                                      |
| 3-6-2006                                                                 | Praga                                                                    | Rep. Ceca                                                                | 3 – 0                                                                    | Trinidad e Tobago                                                        | Amichevole                                                               | -                                                                        |                                                                          |
| 12-6-2006                                                                | Gelsenkirchen                                                            | Stati Uniti                                                              | 0 – 3                                                                    | Rep. Ceca                                                                | Mondiali 2006 - 1º turno                                                 | -                                                                        | 87’                                                                      |
| 17-6-2006                                                                | Colonia                                                                  | Rep. Ceca                                                                | 0 – 2                                                                    | Ghana                                                                    | Mondiali 2006 - 1º turno                                                 | -                                                                        |                                                                          |
| 22-6-2006                                                                | Amburgo                                                                  | Rep. Ceca                                                                | 0 – 2                                                                    | Italia                                                                   | Mondiali 2006 - 1º turno                                                 | -                                                                        |                                                                          |
| 16-8-2006                                                                | Uherské Hradiště                                                         | Rep. Ceca                                                                | 1 – 3                                                                    | Serbia                                                                   | Amichevole                                                               | -                                                                        |                                                                          |
| 7-10-2006                                                                | Liberec                                                                  | Rep. Ceca                                                                | 7 – 0                                                                    | San Marino                                                               | Qual. Euro 2008                                                          | -                                                                        |                                                                          |
| 11-10-2006                                                               | Dublino                                                                  | Irlanda                                                                  | 1 – 1                                                                    | Rep. Ceca                                                                | Qual. Euro 2008                                                          | -                                                                        | 85’                                                                      |
| 15-11-2006                                                               | Praga                                                                    | Rep. Ceca                                                                | 1 – 1                                                                    | Danimarca                                                                | Amichevole                                                               | -                                                                        | 72’                                                                      |
| 28-3-2007                                                                | Liberec                                                                  | Rep. Ceca                                                                | 1 – 0                                                                    | Cipro                                                                    | Qual. Euro 2008                                                          | -                                                                        | 12’                                                                      |
| 22-8-2007                                                                | Vienna                                                                   | Austria                                                                  | 1 – 1                                                                    | Rep. Ceca                                                                | Amichevole                                                               | -                                                                        | 41’                                                                      |
| 17-11-2007                                                               | Praga                                                                    | Rep. Ceca                                                                | 3 – 1                                                                    | Slovacchia                                                               | Qual. Euro 2008                                                          | 1                                                                        | 45’                                                                      |
| 6-2-2008                                                                 | Larnaca                                                                  | Rep. Ceca                                                                | 0 – 2                                                                    | Polonia                                                                  | Amichevole                                                               | -                                                                        | Ammonizione                                                              |
| 27-5-2008                                                                | Praga                                                                    | Rep. Ceca                                                                | 2 – 0                                                                    | Lituania                                                                 | Amichevole                                                               | -                                                                        |                                                                          |
| 7-6-2008                                                                 | Basilea                                                                  | Svizzera                                                                 | 0 – 1                                                                    | Rep. Ceca                                                                | Euro 2008 - 1º turno                                                     | -                                                                        |                                                                          |
| 11-6-2008                                                                | Ginevra                                                                  | Rep. Ceca                                                                | 1 – 3                                                                    | Portogallo                                                               | Euro 2008 - 1º turno                                                     | -                                                                        |                                                                          |
| 15-6-2008                                                                | Ginevra                                                                  | Rep. Ceca                                                                | 2 – 3                                                                    | Turchia                                                                  | Euro 2008 - 1º turno                                                     | -                                                                        |                                                                          |
| 20-8-2008                                                                | Londra                                                                   | Inghilterra                                                              | 2 – 2                                                                    | Rep. Ceca                                                                | Amichevole                                                               | -                                                                        | 46’                                                                      |
| 10-9-2008                                                                | Belfast                                                                  | Irlanda del Nord                                                         | 0 – 0                                                                    | Rep. Ceca                                                                | Qual. Mondiali 2010                                                      | -                                                                        |                                                                          |
| 11-10-2008                                                               | Chorzów                                                                  | Polonia                                                                  | 2 – 1                                                                    | Rep. Ceca                                                                | Qual. Mondiali 2010                                                      | -                                                                        | 58’                                                                      |
| 11-2-2009                                                                | Casablanca                                                               | Marocco                                                                  | 0 – 0                                                                    | Rep. Ceca                                                                | Amichevole                                                               | -                                                                        |                                                                          |
| 28-3-2009                                                                | Maribor                                                                  | Slovenia                                                                 | 0 – 0                                                                    | Rep. Ceca                                                                | Qual. Mondiali 2010                                                      | -                                                                        |                                                                          |
| 1-4-2009                                                                 | Praga                                                                    | Rep. Ceca                                                                | 1 – 2                                                                    | Slovacchia                                                               | Qual. Mondiali 2010                                                      | -                                                                        |                                                                          |
| 12-8-2009                                                                | Teplice                                                                  | Rep. Ceca                                                                | 3 – 1                                                                    | Belgio                                                                   | Amichevole                                                               | -                                                                        | 46’                                                                      |
| 5-9-2009                                                                 | Bratislava                                                               | Slovacchia                                                               | 2 – 2                                                                    | Rep. Ceca                                                                | Qual. Mondiali 2010                                                      | -                                                                        | 12’                                                                      |
| 9-9-2009                                                                 | Uherské Hradiště                                                         | Rep. Ceca                                                                | 7 – 0                                                                    | San Marino                                                               | Qual. Mondiali 2010                                                      | -                                                                        | 77’                                                                      |
| Totale                                                                   |                                                                          | Presenze                                                                 | 65                                                                       |                                                                          | Reti                                                                     | 2                                                                        |                                                                          |

## Palmarès

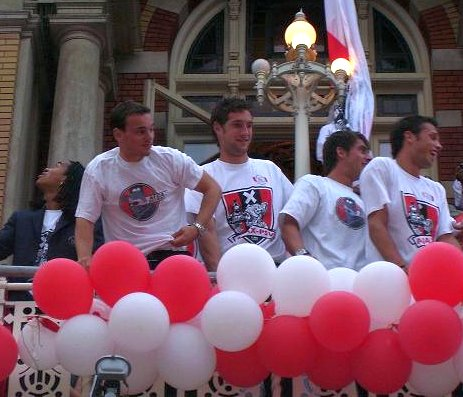
Grygera con Urby Emanuelson, Wesley Sneijder, Maarten Stekelenburg e John Heitinga

### Club

#### Competizioni nazionali
- Campionato ceco: 2

Sparta Praga: 2000-2001, 2002-2003
- Campionato olandese: 1

Ajax: 2003-2004
- Coppa dei Paesi Bassi: 2

Ajax: 2005-2006, 2006-2007
- Johan Cruijff Schaal: 2

Ajax: 2005, 2006